# Seifenoper
Eine Seifenoper ist ein serielles Unterhaltungsformat im Fernsehen, gelegentlich auch im Hörfunk, das einmal (englisch Weekly Soap) oder mehrfach wöchentlich bis täglich (englisch Daily Soap) in Form einer Endlos-Serie ausgestrahlt wird. Zu den klassischen Seifenopern im deutschen Fernsehen zählen die 1978 erstmals ausgestrahlte Serie Dallas und die Lindenstraße. Im internationalen Rundfunk ist The Archers (BBC) der älteste Vertreter von Radio-Soaps.

## Geschichte
Das Programmformat der Daily Soap hat seinen Ursprung im US-amerikanischen Radio. Die erste Soap-Opera lief mit Betty and Bob am 10. Oktober 1932 erstmals bei NBC mit dem Cereal-Sponsor General Mills über die Radiosender. Erdacht wurde die Serie von Frank Hummert und Anne Ashenhurst, die als Erfinder der Soap-Opera gelten und sieben der ersten elf Seifenopern schrieben. Die morgens ausgestrahlten „Daytime Serials“ sollten Hausfrauen als Konsumentinnen gewinnen. Das Konzept basierte auf der industriegesellschaftlichen Rollenverteilung zwischen Mann und Frau in den USA in der Mitte des 20. Jahrhunderts, als sich die Zahl nicht erwerbstätiger Hausfrauen auf ihrem Höhepunkt befand. Entsprechend entwarf man die Familienserien für die Wünsche und Interessen der weiblichen Hauptzielgruppe. Innerhalb einer Folge gab es mehrere Werbeblöcke, in denen die Artikel der Waschmittelhersteller dominierten. Der Seifen- und Waschmittelhersteller Procter & Gamble präsentierte erstmals am 14. August 1933 mit Ma(ria) Perkins eine für die Hausfrau gedachte Radioserie, die später der Soap-Opera ihren Namen gab. Die erste Soap-Opera im Fernsehen war Faraway Hill, die am 2. Oktober 1946 im DuMont Television Network startete. Ihre Lebensdauer war allerdings sehr kurz, denn sie endete bereits am 18. Dezember 1946.
Auf dem Höhepunkt der Radio-Soap im Jahre 1940 wurden täglich 64 verschiedene Folgen ausgestrahlt, doch bereits 1941 halbierte sich ihre Zahl auf 33. Der nun eintretende Rückgang ist auf das Fernsehen zurückzuführen, das 1947 begonnen hatte, dieses Format zu übernehmen. 1961 gab es keine Daily Soap mehr im US-Radio. Die älteste Radiosoap ist The Archers, eine Sendung über eine Landfamilie auf BBC, die am 29. Mai 1950 startete und seit dem  1. Januar 1951 regelmäßig ausgestrahlt wurde.
Dabei übernahm das Fernsehen jedoch nicht die Serien der Radio-Soaps. Nur einer einzigen, der erstmals am 25. Januar 1937 im NBC-Radio ausgestrahlten The Guiding Light, gelang am 30. Juni 1952 der Wechsel zum Fernsehen. Erst nach 15.762 Folgen wurde diese Serie am 18. September 2009 dort nach 72 Jahren eingestellt. Als erste Fernseh-Soap in den USA gilt A Woman to Remember, die erstmals am 21. Februar 1947 ausgestrahlt wurde. Die bisher morgens gesendeten Soaps wurden wegen demografischer Änderungen schrittweise in die Hauptsendezeit verschoben, da immer mehr (Haus-)Frauen einer außerhäuslichen Arbeit nachgingen. In der Hauptsendezeit hatten inzwischen die am  2. April 1978 erstmals ausgestrahlten Serien Dallas und Dynasty (in Deutschland: Der Denver-Clan; 12. Januar 1981) als Prototypen einer Soap erstmals Weltruf erlangt. Das während der Hauptsendezeit auch anwesende männliche Publikum wirkte sich auf den Inhalt aus, denn maskuline Themen wie das Geschäftsleben gingen zunehmend in die Drehbücher ein.
Die erste europäische Seifenoper im Fernsehen war die britische Soap Coronation Street, die seit dem 9. Dezember 1960 gesendet wird. In ihr wurde erstmals mit der aus der amerikanischen Seifenoper stammenden Tradition gebrochen, die Handlung in einem gutsituierten Milieu anzusiedeln, denn Coronation Street spielt im Arbeitermilieu.
In Deutschland begannen die ersten Familien-Soaps ebenfalls im Radio. Ab dem 17. September 1949 ging beim Hessischen Rundfunk die erste von 77 Folgen der fiktiven Familie Hesselbach auf Sendung. Erste deutsche Fernseh-Soap war die 111-teilige Serie Unsere Nachbarn heute Abend: Die Schölermanns, die ab dem 15. September 1954 bis 25. März 1960 ausgestrahlt wurde. Nachfolger waren Die Hesselbachs ab 22. Januar 1960, die es aus dem Radio in das Fernsehen geschafft hatten. Angeregt durch Dallas und den Denver Clan entstanden in den 1980er Jahren Die Schwarzwaldklinik (ab 22. Oktober 1985) und die Lindenstraße (ab 8. Dezember 1985), deren letzte Folge am 29. März 2020 ausgestrahlt wurde. Auch und gerade das Privatfernsehen begann nach seiner Genehmigung in Deutschland, dieses Sendeformat mit Eigenproduktionen für sich zu gewinnen. RTL begann mit Ein Schloß am Wörthersee (17. Oktober 1990), es folgte Gute Zeiten, schlechte Zeiten (11. Mai 1992). Mit Marienhof (1. Oktober 1992) und Verbotene Liebe (2. Januar 1995), beide ARD, gingen überaus erfolgreiche Dauerbrenner des öffentlich-rechtlichen Fernsehens an den Start.

## Merkmale

### Inhalt und Dramaturgie
In einem kommerziellen Umfeld haben Soaps den Zweck, der Radio- oder Fernsehwerbung einen unterhaltsamen Rahmen zu geben. Im öffentlich-rechtlichen Rundfunk spielt die Nähe zur Werbung keine Rolle.
Soaps zeigen üblicherweise Protagonisten, die auf einer Beziehungsebene (Cliquen, Verwandtschaft, Freundschaft, Ehe) permanent miteinander zu tun haben. Gefördert wird dies durch eine Rahmenhandlung, die Möglichkeiten für Gefühls- und Beziehungsverwicklungen schafft.
Während andere Serienformate die Ereignisse in den Vordergrund stellen (vgl. dazu die dramaturgischen Aspekte von Fernsehserien allgemein), sind bei Soaps die handelnden Personen wichtiger und folgen trivialen Erzählmustern. Charakteristisch für Soaps ist, dass mehrere Handlungen (in der Regel drei bis fünf) parallel, bzw. immer wieder abwechselnd, gezeigt werden („Handlungsstränge“); diese (auch „Storylines“ oder „Plotlines“ genannt) werden in einer Folge jedoch nicht abgeschlossen, sondern in späteren Folgen zwecks Spannungserhöhung fortgesetzt. Es werden pro Folge mehrere dieser Handlungsstränge nacheinander gezeigt, so dass sich ein Geflecht an nicht abgeschlossenen Handlungen ergibt. Jeder dieser Handlungsstränge befindet sich auf unterschiedlichem Entwicklungsniveau: Während ein Strang sich entfaltet, hat der zweite schon in der vorangegangenen Folge begonnen, der dritte strebt seinem Ende zu. Entscheidend dabei ist, dass am Ende jeder Folge mindestens ein offener, sich an einer spannenden Stelle befindlicher Handlungsfaden übrig bleibt, der die Zuschauer dazu bewegt, die Fortsetzung am nächsten Tag einzuschalten. Die Länge der einzelnen Handlungsstränge kann dabei von einer Folge bis zu mehreren Monaten variieren. Mitunter werden diese Handlungsstränge genau definiert und zielgruppengenau aufgebaut, z. B. bei einer Kinder- und Jugendserie in einem ABC-System, bei dem ein A-Strang (Action) die Interessen vornehmlich von Jungen bedienen soll, der B-Strang (Beziehung) von Mädchen sowie der C-Strang (Comedy) von den jüngsten Zuschauern. Die parallel gezeigten Handlungsstränge sind miteinander verflochten und doch unabhängig voneinander, ihre Sequenzen sind kürzer als in Kinofilmen. Hans Wilhelm Geißendörfer hat 1995 hierfür den Ausdruck „Zopfdramaturgie“ geprägt.
Daily Soaps weisen regelmäßig einen offenen Handlungsverlauf auf und werden deshalb oft als „Endlosserien“ bezeichnet. Die Handlung kann theoretisch unendlich fortgesetzt werden, da z. B. nach der Lösung eines Konflikts in einem anderen Handlungsstrang ein neuer auftauchen kann oder eine ausgeschiedene Figur durch eine neu hinzukommende ersetzt wird. Einzelne Folgen enden in der Regel nicht mit einem Happy End, sondern im Gegenteil mit einer Zuspitzung entstandener Konflikte. Hierfür wird eigens gern das Stilmittel des Cliffhangers eingesetzt, weil es die Spannung auf den Höhepunkt treibt und damit das Interesse des Zuschauers weckt, auch die nächste Folge anzuschauen.
Die Dramaturgie ist dabei so konzipiert, dass der Zuschauer oft mehr Überblick gewinnt als die Akteure und dadurch den Fortgang einiger Ereignisse vorausahnen kann. Ob diese Ereignisse tatsächlich so eintreten, bleibt – spannungserhöhend – weiteren Folgen vorbehalten. Zur Erhöhung der Spannung kann am Ende einer Folge der Cliffhanger eingesetzt werden, der die Folge im spannendsten Augenblick unterbricht oder beendet. Dieses Stilmittel ist geeignet, die Bindung des Zuschauers an die Seifenoper zu festigen.
Die Soap beruht auf Drehbüchern und Rollen, die hinreichendes Konfliktpotenzial aufweisen. Die Konflikte können dabei thematischer Natur oder in den gegensätzlichen Charakteren der Darsteller begründet sein. Viele Konflikte entstehen dabei durch Missverständnisse, mangelhafter oder fehlender Kommunikation oder durch „overhearing situations“, wobei Unterhaltungen von anderen unbemerkt belauscht werden können. In den abgeschlossenen Folgen – auch „Episodenserien“ genannt – durchleben die Darsteller in jeder Folge neue Herausforderungen und sind entsprechenden Alltagsproblemen ausgesetzt. Deren Lösung wird jedoch mindestens in die nächste Folge verschoben. Soaps sind äußerlich auch erkennbar am Studiodesign, den häufigen Nahaufnahmen, zahlreichen Rückblenden und auch an schauspielerischen Mängeln.

### Erzähltempo und Erzählzeit
Durch die zeitlich sehr dichte Aufeinanderfolge der einzelnen Episoden ist es notwendig, ein sehr langsames Erzähltempo einzuhalten. Auf diese Weise wird es den Zuschauern ermöglicht, der Handlung auch dann noch folgen zu können, wenn sie zuvor einige Folgen verpasst haben. Im Interesse einer möglichst hohen Zuschauerbindung wird jedoch in solchen Fällen zumindest das subjektive Empfinden von Wissenslücken angestrebt, auch wenn die Zuschauer aufgrund des Konzepts relativ schnell wieder in den Erzählfluss zurückfinden. Durch solche gelegentlich eingestreuten Anspielungen auf vorangegangene Ereignisse, die ohne das nötige Vorwissen eher verwirrend wirken könnten (Rückblenden), werden zudem „treue“ Zuschauer als vollwertige Mitglieder der Ingroup belohnt.
Ein weiteres Merkmal ist die Einhaltung einer Zeitkontinuität. Dies bedeutet aber nicht, dass die Handlungsverläufe in Echtzeit ablaufen. Bei Unter uns erstreckt sich der Ablauf eines Tages in der Regel über maximal drei Folgen (60 Minuten reine Erzählzeit ohne Werbung) während eine 30-Minuten-Folge von Lindenstraße immer morgens beginnt und am Abend desselben Tages endete. Durch das Vermeiden offensichtlicher Zeitsprünge bei den erzählten Geschichten einer Folge wird dem Zuschauer der Eindruck vermittelt, bei allem mit dabei zu sein, was die verschiedenen Figuren erleben.

### Produktionsweise
Soaps sind normalerweise für Werbeblöcke konzipiert, werden also bei den öffentlichen Anstalten bis 20:00 Uhr ausgestrahlt, bei den privaten ebenfalls, könnten aber hier wegen der fehlenden Werberestriktionen auch im Abendprogramm gezeigt werden. Die „Lindenstraße“ hingegen war eine werbefreie und auch lediglich wöchentliche Soap. Seifenopern sind für das Fernsehen sehr lukrativ, da den niedrigen Produktionskosten hohe Werbeeinnahmen gegenüberstehen. Als kommerziell am erfolgreichsten erweist sich Gute Zeiten, schlechte Zeiten, das RTL Werbeeinnahmen in Höhe von etwa 220 Millionen Euro (ein Werbespot kostet saisonabhängig zwischen 30.000 und 60.000 Euro, maximal 24 Spots dürfen pro Folge geschaltet werden) einbringt. Diesen stehen Produktionskosten von (250 × 79.000 Euro) etwa 20 Millionen Euro gegenüber, so dass ein Bruttogewinn von etwa 200 Millionen Euro erwirtschaftet werden kann. Die niedrigen Produktionskosten entstehen durch Massenproduktion (teilweise täglich parallel laufende Dreharbeiten), wenige Aufnahmesequenzen pro Einstellung, fast immer gleichbleibende Kulissen und geringe Gagen. Täglich sind 25 Sendeminuten zu produzieren, während normale TV-Serien es auf durchschnittlich 8 Sendeminuten bringen (Spielfilme sogar nur auf zwei oder drei Minuten pro Tag). Eine Szene wird maximal dreimal geprobt, dann wird gedreht, bis zu 15 Szenen am Tag. Zur Kostenersparnis wird fast ganz auf Außenaufnahmen verzichtet. Ihre Aktualität ist hoch, denn der Sendetermin liegt etwa einen Monat nach der Fertigstellung. Soaps erzielen eine hohe Bindungswirkung durch die eingesetzten Stilmittel.

## Arten und Abgrenzung

### Serien
Serien lassen sich unterscheiden nach Serien mit abgeschlossener Handlung pro Folge (englisch: Series) und solchen mit offener Handlung (Serials). Daher gehört die Soap zu den Serials. Christine Mielke nennt sie eine „zyklisch-serielle Narration“. Während bei den Seifenopern Handlung und oftmals auch Ort des Geschehens fiktional sind, werden bei den „Real Life Soaps“ tatsächliche Handlungen in Serienform aufgezeichnet und gesendet. Dazu gehören das Format von Big Brother und Ich bin ein Star – Holt mich hier raus!.

### Unterschied zu Telenovelas und Doku-Soaps
Im deutschen Sprachgebrauch wird das Wort Seifenoper zunehmend durch das Wort Telenovela ersetzt, obwohl es sich um unterschiedliche Genres handelt.
Telenovelas sind genau genommen – trotz eingesetzter Stilmittel wie Cliffhanger – keine Seifenoper, weil sie einen von vornherein abgeschlossenen Handlungsrahmen aufweisen.
Die Doku-Soap ist eine Form des Reality-TV, in der Personen in dramatisch inszenierter Form in einem geschlossenen Handlungsrahmen gezeigt werden.

## Forschung
Die Seifenoper ist in vielfältiger Weise Gegenstand internationaler wissenschaftlicher Forschung. Einerseits werden ihre Produktionsmethoden, andererseits ihre Inhalte und Rezeption/Wirkung auf Fernsehzuschauer untersucht. Eine der repräsentativen Übersichten erschien von Daniela Wiegand, die die frühe Auseinandersetzung innerhalb der Sozialwissenschaften ebenso erwähnt wie den ästhetischen und kulturwissenschaftlichen Diskurs. Ihre Arbeit gibt einen Überblick über den weltweiten wissenschaftlichen Stand der Untersuchungen über die Seifenoper. Deren Produktion wird mit industrieller Fließbandarbeit verglichen, sie hat als einzige narrative Form keinen Anfang und kein Ende und verlangt von den Rezipienten nur minimale Anstrengung.

## Deutschsprachige Seifenopern
Die erste Seifenoper im deutschsprachigen Raum war die schweizerische Serie Motel im Jahr 1984, im Jahr darauf folgte die deutsche Lindenstraße.

### Tägliche Soaps
| Titel                                  | Produktionsfirma                                  | Sender       | Folgen                | Ausstrahlungsdatum                                                              |
| -------------------------------------- | ------------------------------------------------- | ------------ | --------------------- | ------------------------------------------------------------------------------- |
| Aktuelle                               |                                                   |              |                       |                                                                                 |
| Gute Zeiten, schlechte Zeiten          | UFA Serial Drama                                  | RTL          | 8000+                 | seit dem 11. Mai 1992                                                           |
| Unter uns                              | UFA Serial Drama                                  | RTL          | 7250+                 | seit dem 28. November 1994                                                      |
| Schloss Einstein                       | Saxonia Media Filmproduktion                      | KiKA         | 1052+ in 26+ Staffeln | vom 4. September 1998 bis 4. Juli 2015 wöchentlich, ab 9. Februar 2016 täglich. |
| Alles was zählt                        | UFA Serial Drama                                  | RTL          | 4350+                 | seit dem 4. September 2006                                                      |
| Dahoam is Dahoam                       | PolyScreen, Constantin Television                 | BR           | 3286+                 | seit dem 8. Oktober 2007                                                        |
| Berlin – Tag & Nacht                   | filmpool Film- und Fernsehproduktion              | RTL 2        | 3200+                 | seit dem 12. September 2011                                                     |
| Köln 50667                             | Filmpool Film- und Fernsehproduktion              | RTL 2        | 2750+                 | seit dem 7. Januar 2013                                                         |
| Die Landarztpraxis                     | Filmpool Film- und Fernsehproduktion              | Sat.1        | 60+ in 1+ Staffeln    | seit dem 16. Oktober 2023                                                       |
| Das Küstenrevier                       | Pyjama Pictures                                   | Sat.1        | 15+ in 1 Staffel      | seit dem 11. Januar 2024                                                        |
| Ehemalige                              |                                                   |              |                       |                                                                                 |
| Alles oder nichts                      | Producers at Work                                 | Sat.1        | 105 in 1 Staffel      | 22. Oktober 2018 – 22. März 2019, im TV nur bis 4. Januar 2019                  |
| Meine Klasse – Voll das Leben          | Constantin Entertainment                          | Sat.1        | 40 in 1 Staffel       | 25. März – 17. Mai 2019, im TV nur bis 10. April 2019                           |
| So ist das Leben! Die Wagenfelds       | Bavaria Film, Iduna Film                          | Sat.1        | 169                   | 16. Oktober 1995 – 29. Februar 1996                                             |
| Geliebte Schwestern                    | Columbia TriStar                                  | Sat.1        | 250                   | 2. Juni 1997 – 13. Juni 1998                                                    |
| Marienhof                              | Bavaria Fernsehproduktion                         | Das Erste    | 4053                  | 1. Oktober 1992 – 15. Juni 2011                                                 |
| Eine für alle – Frauen können’s besser | Rubicon Filmproduktion, Bavaria Fernsehproduktion | Das Erste    | 100                   | 20. April – 16. Oktober 2009                                                    |
| Herzflimmern – Die Klinik am See       | Bavaria Fernsehproduktion                         | ZDF          | 255 in 2 Staffeln     | 4. April 2011 – 18. April 2012                                                  |
| Jede Menge Leben                       | Colonia Media                                     | ZDF          | 376                   | 6. März 1995 – 30. September 1996                                               |
| Mallorca – Suche nach dem Paradies     | UFA Serial Drama                                  | ProSieben    | 200                   | 26. April 1999 – 8. Februar 2000                                                |
| Mitten im 8en                          | Producers at Work, Satel Film                     | ORF 1        | 56                    | 10. April – 29. Juni 2007                                                       |
| Eine wie keine                         | UFA Serial Drama, Phoenix Film                    | Sat.1, ORF 1 | 212                   | 16. November 2009 – 17. September 2010                                          |
| Hand aufs Herz                         | Producers at Work                                 | Sat.1, ORF 1 | 234                   | 4. Oktober 2010 – 2. September 2011 (lief ab dem 15. April 2011 als Telenovela) |
| Alle zusammen – jeder für sich         | UFA Serial Drama                                  | RTL 2        | 230 in 1 Staffel      | 25. November 1996 – 30. Oktober 1997                                            |
| Ahornallee                             | Tresor TV                                         | RTL          | 60 in 1 Staffel       | 16. April – 15. Juni 2007                                                       |
| 112 – Sie retten dein Leben            | action concept                                    | RTL          | 110 in 1 Staffel      | 25. August 2008 – 5. Februar 2009                                               |
| Freundinnen – Jetzt erst recht         | UFA Serial Drama                                  | RTL          | 159 in 1 Staffel      | 27. August 2018 – 10. April 2019                                                |
| Herz über Kopf                         | The Fiction Syndicate                             | RTL          | 113 in 1 Staffel      | 26. August 2019 – 7. Februar 2020                                               |

### Wöchentliche Soaps
| Titel                                    | Produktionsfirma                            | Folgen                | Sender    | Ausstrahlungsdatum |
| ---------------------------------------- | ------------------------------------------- | --------------------- | --------- | --- |
| Aktuelle                                 |                                             |                       |           | |
| Die Fallers – Die SWR Schwarzwaldserie   | Südwestrundfunk                             | 1200+ in 30 Staffeln  | SWR       | seit dem 25. September 1994 |
| In aller Freundschaft                    | Saxonia Media Filmproduktion                | 1040+ in 26+ Staffeln | Das Erste | seit dem 26. Oktober 1998 |
| Bettys Diagnose                          | Network Movie                               | 210+ in 10 Staffeln   | ZDF       | seit dem 9. Januar 2015 |
| In aller Freundschaft – Die jungen Ärzte | Saxonia Media Filmproduktion                | 360+ in 9+ Staffeln   | Das Erste | seit dem 22. Januar 2015 |
| Verbotene Liebe – Next Generation        | UFA Serial Drama                            | 4664+                 | TVNOW     | 23. November 2020 – 25. Januar 2021; vom 2. Januar 1995 bis zum 29. Januar 2015 täglich, vom 27. Februar 2015 bis zum 26. Juni 2015 wöchentlich im Ersten als Verbotene Liebe |
| Ehemalige                                |                                             |                       |           | |
| Hinter Gittern – Der Frauenknast         | UFA Serial Drama                            | 403                   | RTL       | 22. September 1997 – 13. Februar 2007 |
| Die Anrheiner                            | Zieglerfilm Köln und Westdeutscher Rundfunk | 612                   | WDR       | 21. März 1998 – 24. April 2011 |
| Lüthi und Blanc                          | C-FILMS                                     | 288                   | SF 1      | 10. Oktober 1999 – 13. Mai 2007 |
| Großstadtträume                          | UFA Serial Drama                            | 7                     | RTL       | 8. Mai 2000 – 26. Juni 2000 |
| fabrixx                                  | Maran Film                                  | 220                   | Das Erste | 24. November 2000 – 17. September 2005 |
| Verschollen                              | teamWorx                                    | 29                    | RTL/ORF 1 | 13. September 2004 – 7. April 2005 |
| Tag und Nacht                            | C-FILMS                                     | 36                    | SF 1      | 5. September 2008 – 28. Mai 2009 |
| Klinik am Alex                           | teamWorx                                    | 27                    | Sat.1     | 29. Januar 2009 – 26. Februar 2009 |
| Ein Fall für die Anrheiner               | Zieglerfilm Köln und Westdeutscher Rundfunk | 111                   | WDR       | 11. Mai 2011 – 23. März 2014 |
| Lindenstraße                             | Geißendörfer Film- und Fernsehproduktion    | 1758                  | Das Erste | 8. Dezember 1985 – 29. März 2020 |

## Andere Beispiele
| Titel                                               | Originaltitel                | Land                   | Folgen | Sender                 | Ausstrahlungsdatum                    |
| --------------------------------------------------- | ---------------------------- | ---------------------- | ------ | ---------------------- | ------------------------------------- |
| Springfield Story                                   | Guiding Light                | Vereinigte Staaten     | 15762  | CBS                    | 30. Juni 1952 bis 18. September 2009  |
| Jung und Leidenschaftlich – Wie das Leben so spielt | As the World Turns           | Vereinigte Staaten     | 13858  | CBS                    | 2. April 1956 bis 17. September 2010  |
| General Hospital                                    | General Hospital             | Vereinigte Staaten     | 14754+ | ABC                    | seit 1. April 1963                    |
| Zeit der Sehnsucht                                  | Days of our Lives            | Vereinigte Staaten     | 14082+ | NBC                    | seit 8. November 1965                 |
| Schatten der Leidenschaft                           | The Young and the Restless   | Vereinigte Staaten     | 12074+ | CBS                    | seit 26. März 1973                    |
| Liebe, Lüge, Leidenschaft                           | One Life to Live             | Vereinigte Staaten     | 11105  | ABC                    | 15. Juli 1968 bis 13. Januar 2012     |
| All My Children                                     | All My Children              | Vereinigte Staaten     | 10712  | ABC                    | 5. Januar 1970 bis 23. September 2011 |
| Coronation Street                                   | Coronation Street            | Vereinigtes Königreich | 10284+ | ITV                    | seit 9. Dezember 1960                 |
| Nachbarn                                            | Neighbours                   | Australien             | 8903   | Seven Network/10 Peach | 18. März 1985 bis 28. Juli 2022       |
| Reich und Schön                                     | The Bold and the Beautiful   | Vereinigte Staaten     | 8517+  | CBS                    | seit 23. März 1987                    |
| Home and Away                                       | Home and Away                | Australien             | 7519+  | Seven Network          | seit 17. Januar 1988                  |
| GTST                                                | Goede tijden, slechte tijden | Niederlande            | 6376+  | RTL 4                  | seit 1. Oktober 1990                  |
| California Clan                                     | Santa Barbara                | Vereinigte Staaten     | 2137   | NBC                    | 30. Juli 1984 bis 15. Januar 1993     |
| All Saints                                          | All Saints                   | Australien             | 494    | Seven Network          | 24. Februar 1998 bis 27. Oktober 2009 |